# Abominable
Abominable (zu Deutsch Abscheulich, Abstoßend) ist ein Horrorfilm von Ryan Schifrin aus dem Jahre 2006. Der Film ist eine Produktion des Fernsehsenders Syfy und greift auf den Mythos des Bigfoot als Zentralfigur des Films zurück.

## Handlung
Der Film beginnt damit, dass der Farmer Billy Hoss und seine Frau mitten in einer Winternacht von seltsamen Geräuschen geweckt werden. Als sie nach draußen gehen, um der Ursache auf den Grund zu gehen, finden sie auf der Weide eines ihrer Pferde tot und übel zugerichtet sowie riesige, blutige Fußspuren im Schnee. Als ihr Hund etwas wittert, wissen sie, dass das Tier, welches das Pferd gerissen hat, noch immer in der Nähe ist, und ziehen sich bewusst der Gefahr ins Haus zurück. Dort sehen sie verängstigt hinter geschlossenen Fensterläden, wie eine riesige, bedrohlich wirkende Kreatur um ihr Haus schleicht. Als das Wesen wieder fort ist, finden sie draußen im Schnee erneut die seltsamen, großen Fußstapfen.
Sechs Monate später zieht der an einen Rollstuhl gebundene Preston Rogers mit dem arroganten Pfleger Otis in ein abgelegenes Ferienhaus in den regionalen Wäldern. Preston, der vor einiger Zeit einen schlimmen Kletterunfall in den örtlichen Bergen hatte, bei welchem seine Frau umkam und er verkrüppelt wurde, ist nun noch einmal an den Ort des Geschehens zurückgekehrt, um sich seinen schlimmen Erinnerungen zu stellen. Am selben Tag quartiert sich auch im einzigen Nachbarhaus gegenüber eine Gruppe von fünf jungen Mädchen für einen Wochenendtrip ein. Noch am selben Abend beginnt Preston seltsame Beobachtungen zu machen: Zuerst glaubt er von irgendetwas aus dem Unterholz vor den Häusern beobachtet zu werden, dann auf einmal merkt er, wie eins der Mädchen, Karen Herdberger, von einem Moment auf den nächsten spurlos verschwindet. Nur das Handy, mit dem sie zuvor noch am Waldrand telefonierte, bleibt zurück. Preston glaubt an eine Entführung und versucht die Polizei im nächsten Ort per E-Mail zu informieren.
In derselben Nacht ist eine Gruppe von drei Jägern, unter ihnen Billy Hoss, auf der Suche nach der mysteriösen Kreatur von damals. Als einer der drei, Ziegler Dane, Geräusche zu hören beginnt, verlässt er das Lager der Gruppe, um nachzusehen. Er findet Fußspuren, Blut und schließlich eine große Höhle. Im Inneren entdeckt er auf einmal die verschwundene Karen Herdberger, welche ihn blutend und verzweifelt um Hilfe anfleht, da es bald zurückkommen wird. Bevor Dane etwas unternehmen kann, wird das Mädchen von irgendetwas tiefer ins Dunkel der Höhle gezogen und getötet.
In heller Aufregung flüchtet Dane zurück ins Lager, um die anderen zu informieren, doch die Kreatur, ein riesiger, blutrünstiger Sasquatch, ist ihm gefolgt und tötet aus dem Hinterhalt die ganze Gruppe.
Währenddessen haben auch die restlichen Mädchen das Verschwinden ihrer Freundin bemerkt und suchen vor dem Haus nach ihr ohne Erfolg. Sie entschließen, sich die Polizei zu rufen, und kehren ins Haus zurück. Da entdeckt Preston auf dem Balkon, dass das Monster, der Sasquatch, wieder zurückgekommen ist und um das Haus seiner Nachbarn schleicht. Alle Versuche, seinen Pfleger Otis auf die Gefahr aufmerksam zu machen, scheitern. Als er versucht, die Mädchen zu warnen, wird er aufgrund seines Beobachtens mit dem Fernglas als Spanner abgestempelt und ignoriert. So muss er hilflos mit ansehen, wie eines der Mädchen beim Duschen von dem Untier überraschend durch die Wand gepackt und ermordet wird. Als er wiederum Otis davon in Kenntnis setzen will, hat dieser genug und will ihm wütend ein starkes Beruhigungsmittel verabreichen. Doch durch ein Versehen spritzt er sich selber das Mittel und schläft auf der Stelle fest ein. Als Preston sich umdreht, muss er überrascht feststellen, dass die Kreatur direkt vor dem Fenster steht und ihn aus nächster Nähe beobachtet hat. Mit einem Todesschreck kippt er aus dem Rollstuhl und verliert das Bewusstsein.
Als Preston wieder aufwacht, bemerkt er, dass die übrigen Mädchen den Tod ihrer Freundin im verschlossenen Badezimmer inzwischen bemerkt haben und nun in heller Panik versuchen die Polizei zu verständigen. Noch während Preston ihnen vom Balkon aus Anweisungen zuruft, dringt auf einmal der Sasquatch ins Haus der Mädchen ein, und Preston muss entsetzt mit ansehen, wie das Ungeheuer an den übrigen Mädchen ein Massaker anrichtet. Nur das letzte überlebende Mädchen namens Amanda entkommt und flieht zu Tode verängstigt zu Preston ins Nachbarhaus. Dort entwickelt Preston einen Plan, um zu entkommen: Während der Bigfoot noch vor der Haustür wartet, wollen sich die beiden unbemerkt mit Bergsteigerausrüstung über den hohen Balkon abseilen und mit dem naheliegenden Auto fliehen. Amanda schafft es, Preston trotz seiner Querschnittlähmung erfolgreich nach unten abzuseilen, doch als sie ihm folgen will, verliert der Sasquatch vor der Tür die Geduld, bricht ins Haus ein und entdeckt somit die Fliehenden. Er zieht die schreiende Amanda wieder zu sich herauf, während Preston nichts tun kann. Doch noch während die Bestie sich an der Angst des Mädchens weidet, steht auf einmal Otis, der wieder erwacht ist, hinter ihm und rammt ihm spottend eine Axt in den Rücken, woraufhin das Ungeheuer Amanda nach unten zu Preston fallen lässt.
Doch da die Attacke den Bigfoot nur verwundet hat, bekommt der Pfleger nun den Zorn der Kreatur zu spüren und wird von ihr getötet.
In der Zwischenzeit versucht Amanda mit Preston zum Auto zu gelangen, doch der wütende Sasquatch ist ihnen dicht auf dem Fersen. Noch bevor sie losfahren können, holt das Monstrum sie ein und bringt den Wagen mit seinen ungeheuren Kräften vom Weg ab. Amanda wird aus dem Wagen geschleudert und bleibt bewusstlos liegen. Um den Bigfoot daran zu hindern, Amanda Leid zuzufügen, beginnt Preston ihn mit der Hupe des Autos zu stören und zu irritieren. Als der Sasquatch direkt hinter den Wagen gerät, setzt er den Rückwärtsgang ein und rammt ihn gegen einen dicken Baum. Durch die Wucht wird die Axt, welche noch immer im Rücken des Untiers steckt, immer weiter durch den Leib gestoßen und die Wunde immer größer. Der förmlich gepfählte Sasquatch erliegt schließlich seinen Verletzungen und stirbt. Preston kümmert sich um die verletzte Amanda, bis endlich die Polizei und Rettung eintrifft und sie beide ins Krankenhaus bringt. Jedoch muss Preston feststellen, dass der tote Bigfoot spurlos verschwunden ist, als er noch einmal zurückblickt. Zuletzt suchen der örtliche Sheriff und seine Leute nach den erzählten Ereignissen die Gegend ab, ohne jedoch etwas zu entdecken. Doch gerade als sie die Story als Schwachsinn hinstellen und die Suche abbrechen wollen, drehen sie sich um und sehen sich im Unterholz vielen knurrenden Sasquatches gegenüber, welche scheinbar aus dem Nichts auftauchen.

## Kritik
Das Lexikon des internationalen Films urteilte, dass der Film „durchaus ordentlich, aber nicht sonderlich originell erzählt“ sei. Seine Orientierung an Alfred Hitchcocks „Das Fenster zum Hof“ offenbare „deutlich[e] Abnützungserscheinungen.“

## Sonstiges
Der Film wurde im April 2006 in New York City uraufgeführt. Die DVD (wegen anderen Materials ab 18) erschien in Deutschland ein Jahr später im April 2007. Im deutschen Fernsehen lief der Film zum ersten Mal 2010 auf dem Sender Tele 5.
Der Darwin Award wird ein paar Mal im Film erwähnt.